# Гренландська крона

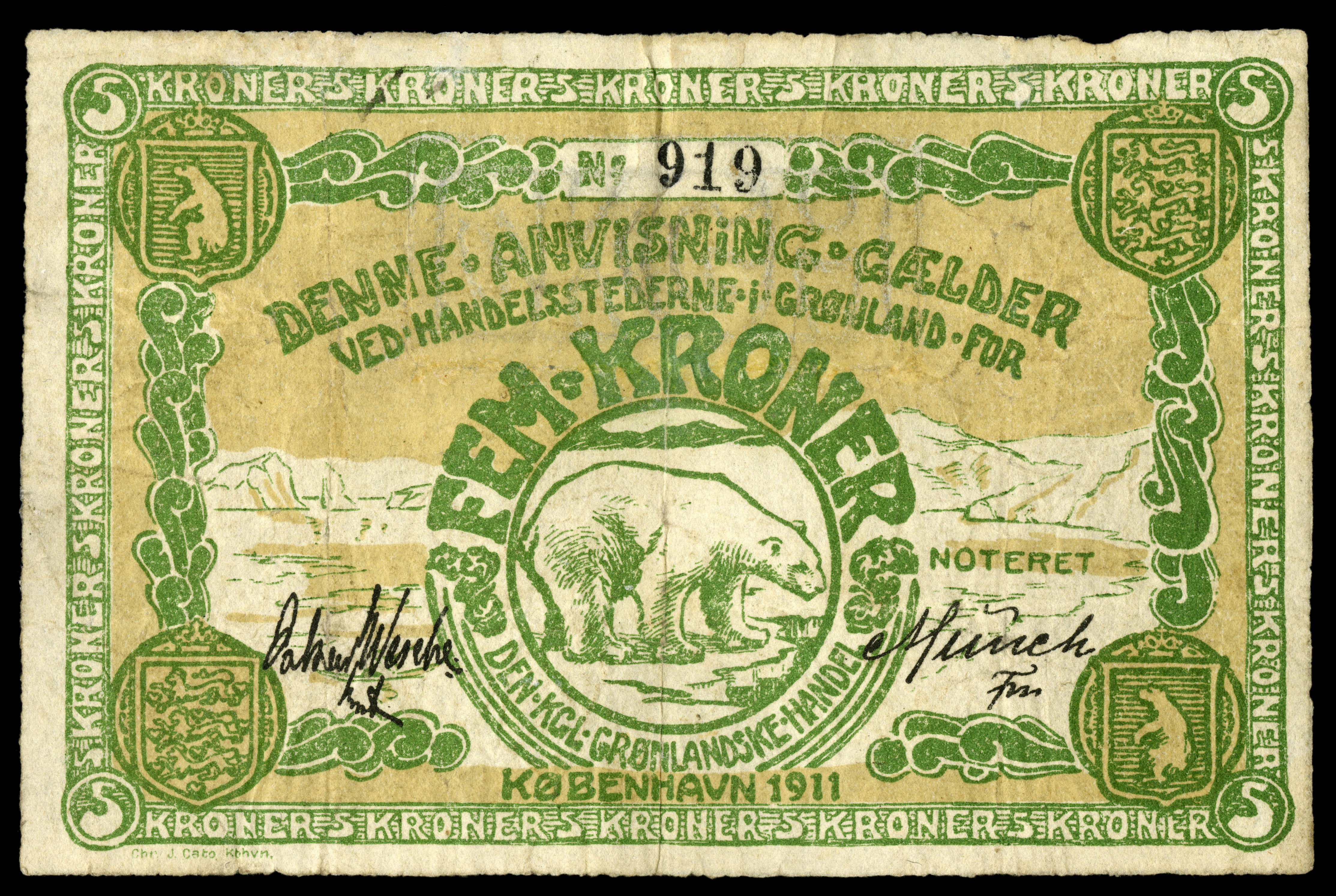
Банкнота номіналом 5 ґренландських крон, 1911

Гренландська крона (гренл. koruuni, дан. grønlandsk krone) — колишня регіональна грошова одиниця данського володіння Гренландія. Перебувала в обігу у 1874—1967 роках паралельно з Данською кроною. В 2011 році була спроба відновлення випуску ґренландських крон однак вона не увінчалася успіхом. З 1968 року на острові в обігу перебуває лише Данська крона.

## Історія
З 1721 законним платіжним засобом на території Гренландії є данські грошові знаки. Данською адміністрацією Гренландії випускалися банкноти: в 1803—1804 — в ріксдалерах, у 1819—1873 — в ріксбанкдалерах.
Після введення в Данії в 1873 данської крони в наступному, 1874 році, розпочато обіг гренландських банкнот у кронах. У зв'язку із входженням Данії до Скандинавського монетного союзу з 1873 до Першої світової війни в обігу також використовувалася шведська крона, а з 1876 — і норвезька крона.
У XIX—XX століттях у данських колоніях на території Гренландії декілька гірськовидобувних компаній виробляли власні гроші.
У 1926 і 1944 карбувалися монети спеціально для обігу на території Гренландії.
З 1 червня 1967 обіг гренландських банкнот припинено, а в 1968 ґренландська крона вилучена з обігу.

## Сучасний стан
У 2006 уряд Данії та влада Гренландії оголосили, що було досягнуто домовленості про введення на території Гренландії з 2011 власних грошових знаків, які будуть різновидом данської крони. Передбачалося, що ґренландська крона за валютним курсом не буде самостійною валютою, а буде прив'язана до данської крони.
Однак під час голосування в середині жовтня 2009 Ґренландія вирішила поки не вводити власні грошові знаки.